# Portrait de Marie-Louise de Parme (1789)
Le Portrait de Marie-Louise de Parme est une huile sur toile réalisée en 1789 par Francisco de Goya. Il représente Marie-Louise de Parme, mère de la reine du Portugal Charlotte-Joachime de Bourbon.
Marie Louise est représentée vêtue à la mode de l’époque, très différente des années suivantes qui virent apparaître la mode des majo, le costume traditionnel urbain espagnol. Il s’agit d’une toile néoclassique des premières années de Goya. Le peintre souligne la personnalité du personnage et leur origine à l’aide de tons vert-olive. La lumière éclaire le vêtement plutôt que le visage de Maria Luisa.